# Heinrich Schmelz
Heinrich Schmelz (* 24. Februar 1930 in Wien; † 7. September 2024 in Wien) war ein österreichischer Politiker (ÖVP) und Bundesbeamter. Schmelz war 1988 Abgeordneter zum österreichischen Nationalrat.
Schmelz besuchte nach der Volksschule ein Gymnasium und maturierte 1948. Er war Werkstudent an der Technischen Universität Wien an der Fakultät für Bauingenieurwesen und Architektur und schloss das Studium 1956 als Dipl-Ing. für Bauingenieurwesen ab. 1976 promovierte Schmelz zum Dr. Zuvor war er 1956 in den Dienst des Bundesministeriums für Handel und Wiederaufbau getreten, war Referent in den Abteilungen für Brückenbau, Straßenerhaltung und Straßenbau und ab 1966 Sekretär des Bundesministers für Bauten und Technik Vinzenz Kotzina. 1968 übernahm er die Leitung des Referates Straßenneubewertung, 1969 die Leitung der Abteilung Straßenforschung und Verkehrstechnik. Er beteiligte sich an der Ausarbeitung des Bundesstraßengesetzes 1971, war ab 1974 Leiter der Budgetabteilung der Bundesstraßenverwaltung. 1977 wurde er zum Sektionschef und Leiter der Sektion Bundeshochbau ernannt. Zudem engagierte er sich als Personalvertreter und Gewerkschafter und war ab 1986 Bezirksparteiobmann der ÖVP Wien-Penzing. Schmelz vertrat die ÖVP zwischen dem 15. April 1988 und dem 10. Mai 1988 im Nationalrat. Am 22. Juni 1990 wurde Dipl.-Ing. Dr. Heinrich Schmelz der Titel Ehrensenator von der Veterinärmedizinischen Universität Wien verliehen. Er wurde am Hernalser Friedhof bestattet.